# Indiska stridshöns

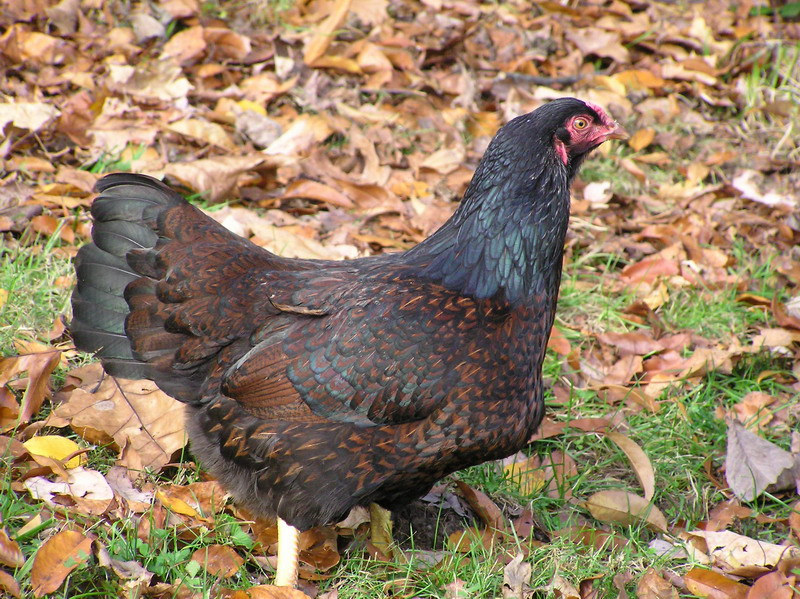
Indiska stridshöns

Indiska stridshöns är en tung hönsras från Storbritannien, framavlad ur de indiska hönsraserna asil och malayer. Avelsarbetet skedde i Cornwall och på engelska är rasens namn Cornish. Trots dess ursprung från stridshönsraser och sitt namn är dock hönsen inte aggressivare än andra höns i allmänhet. Om tupparna hamnar i en kampsituation slåss de dock bra. Det finns även en dvärgvariant av indiska stridhöns, framavlad i Storbritannien. Till följd av sin kraftiga kroppsbyggnad är indiska stridshöns även en av de hönsraser som använts för att avla fram broilers.
En höna av stor ras väger 2-3 kilogram och en tupp väger 3,5-4,5 kilogram. Hönan av dvärgvarianten väger omkring 850 gram och tuppen 1 kilogram. Rasen kännetecknas förutom av kraftig kroppsbyggnad av att den ger ett ganska bredbent intryck och skarp, örnliknande blick. Befjädringen ligger tätt mot kroppen.
Hönor av stor ras värper ägg som väger ungefär 50 gram och har brunaktig skalfärg. Dvärgvariantens ägg väger ungefär 30 gram och har ljusbrun skalfärg. Indiska stridshöns är ingen anmärkningsvärd värpras, men hönorna värper i jämförelse med hönor av andra stridshönsraser ändå ganska bra. Hönorna ruvar oftast bra och ser efter kycklingarna väl. Befruktningen av äggen kan dock ibland vara dålig hos rasen. 

## Färger
- Fasanbrun
- Gul
- Röd/vit (jubilee)
- Svart
- Vit